# Waad Al-Kateab
Waad Al-Kateab (وعد الخطيب; nascida na Síria, em 1991) é o pseudônimo de uma jornalista, cineasta e ativista síria. Seu filme For Sama (2019) foi indicada ao Oscar 2020 e a quatro BAFTAs no 73º British Academy Film Awards, ganhando como Melhor Documentário. Sua cobertura da Batalha de Alepo ganhou um Prêmio Emmy Internacional de Assuntos Atuais e Notícias para o Channel 4 News. O sobrenome pseudônimo Al-Kateab é usado para proteger sua família. Al-Kateab foi incluída nas 100 pessoas mais influentes da Time em 2020.

## Biografia
Em 2009, aos 18 anos, Al-Kateab mudou-se para Alepo para estudar marketing na Universidade de Alepo.
Em 2011, quando a Guerra Civil Síria estourou, ela iniciou sua jornada como jornalista cidadã e suas reportagens sobre a guerra foram transmitidas no Channel 4 News, no Reino Unido, que se tornou o programa mais assistido dos Canais de Notícias do Reino Unido.
Ela optou por não se exilar diante da guerra. Ficou para documentar sua vida ao longo de cinco anos em Alepo, enquanto isso acabou se apaixonando por Hamza - seu amigo que virou marido, um médico - e deu à luz sua primeira filha, Sama ("Sky"), em 2015, que se tornou a base do documentário "For Sama".
Ela fugir de Alepo em dezembro de 2016, e vive com seu marido e suas duas filhas no Reino Unido.

## Reconhecimentos
Ela ganhou um Emmy Internacional por sua reportagem que cobriu o Cerco de Alepo, e foi a primeira síria a fazê-lo. 
For Sama, dirigido com Edward Watts, ganhou o Prêmio L'Œil d'or de melhor documentário no Festival de Cinema de Cannes de 2019, recebendo aplausos em pé que duraram seis minutos. No 73º British Academy Film Awards, seu documentário For Sama se tornou o documentário mais indicado na história do evento, com quatro indicações, ganhando o de Melhor Documentário.
Al-Kateab estava na lista das 100 mulheres da BBC anunciada em 23 de novembro de 2020, junto com a virologista de plantas Safaa Kumani.
Em 2021, a Academia de Artes e Ciências Cinematográficas selecionou Waad como a ganhadora do Academy Gold Fellowship for Women.

## Prêmios
Seu documentário FOR SAMA recebeu mais de 105 prêmios, que incluem:
- Prêmio duPont-Columbia 2021
- Prêmio Guldbagge de Melhor Filme Estrangeiro 2021
- Prêmio CinEuphoria de Liberdade de Expressão 2021
- Prêmio Emmy Internacional de Melhor Documentário 2021
- Academia Britânica de Cinema e Televisão 2020 de Melhor Documentário
- 4 British Independent Film Awards (BIFA) 2019 para: Melhor Filme Britânico, Melhor Documentário, Melhores Diretores, Melhor Edição
- Prêmio IDA de Melhor Documentário de Longa-Metragem 2019
- Prêmio Especial do Júri no SXSW Film Festival 2019
- Melhor Documentário Europeu, European Film Awards, 2019
- Prêmio L'Œil d'Or de Melhor Documentário no Festival de Cinema de Cannes, 2019
- Indicação ao Oscar 2020 de Melhor Documentário
- Prêmio Triumph - Revista Estilista
- Prêmio Courage Under Fire - IDA
- Prêmio Expressão da Liberdade - National Board of Review

#### Outros Prêmios
- Academy Gold Fellowship for Women International Award 2021
- Lista das 100 mulheres da BBC novembro de 2020
- Lista das 100 pessoas mais influentes do mundo da Time 2020
- Prêmio Cidadania Fundação P&V 2020
- Prêmio de Reconhecimento Especial / Thomson Foundation novembro de 2017
- War Report / The Prix Bayeux-Calvados Outubro 2017
- The International Emmy, categoria de notícias / National Academy of TV Arts outubro de 2017
- Cobertura de notícias – International / Royal Television Society RTS março de 2017
- Jovem talento do ano / Royal Television Society RTS março de 2017
- Jornalismo de Relações Exteriores / British Journalism Awards dezembro de 2016
- Prêmio Gaby Rado de Melhor Jornalista Revelação / Prêmios da Anistia Internacional dezembro de 2016
- Prêmio Telejornalismo / Prêmios da Anistia Internacional dezembro de 2016

#### Prêmios Adicionais
- Prêmios de Melhor Notícia de TV / Prêmio Bayeux-Calvados outubro de 2017
- Rory Peck Awards, categoria de notícias / Rory Peck Trust outubro de 2017
- Categoria de Melhor Curta Online Sem Roteiro / Broadcast Digital Awards julho de 2017
- Melhor Jornalismo em Vídeo / The Drum Online Media Awards junho de 2017
- Prêmio de notícias / One World Media Awards junho de 2017
- Operador de câmera do ano / Royal Television Society RTS março de 2017
- Prêmio de filme independente / Royal Television Society RTS março de 2017